# 23041 Гюнт
23041 Гюнт (23041 Hunt) — астероїд головного поясу, відкритий 6 грудня 1999 року.
Тіссеранів параметр щодо Юпітера — 3,259.